# Lilla Slavsjön
Lilla Slavsjön (engelska Lesser Slave Lake) är en grund sjö i Alberta i Kanada. Sjön är belägen 577 meter över havet och har en yta om 1 169 kvadratkilometer. Den avrinner genom Lesser Slave River (Lilla Slavfloden) till Athabascafloden.